# الکس گائودینو
الکس گائودینو (به انگلیسی: Alex Gaudino) (زاده ۲۳ ژانویه ۱۹۷۰) دی‌جی، تهیه‌کننده موسیقی ایتالیایی است.